# Ladignac-sur-Rondelles
Ladignac-sur-Rondelles – miejscowość i gmina we Francji, w regionie Nowa Akwitania, w departamencie Corrèze.
Według danych na rok 1990 gminę zamieszkiwało 408 osób, a gęstość zaludnienia wynosiła 40 osób/km² (wśród 747 gmin Limousin Ladignac-sur-Rondelles plasuje się na 294. miejscu pod względem liczby ludności, natomiast pod względem powierzchni na miejscu 552.).